# Oligosarcus robustus
Oligosarcus robustus és una espècie de peix de la família dels caràcids i de l'ordre dels caraciformes.
Els adults poden assolir 22 cm de llargària. Viu en zones de clima tropical a Sud-amèrica al Rio Grande do Sul (Brasil).